# Corticotomus caviceps
Corticotomus caviceps là một loài bọ cánh cứng trong họ Trogossitidae. Loài này được Fall miêu tả khoa học năm 1910.